# Анастасия Коженкова
Анастасия Николаевна Коженкова (на украински: Анастасія Миколаївна Коженкова; 19 януари 1986 г., Ковел) е украинска гребкиня, състезавала се за украинския национален отбор по академично гребане. Шампионка на летните олимпийски игри в Лондон, европейска и световна шампионка, многократна победителка и медалистка от етапи на Световната купа и национални регати. На състезанията тя представя спортен клуб „Дзержинка“, заслужил майстор на спорта на Украйна.

## Биография
Анастасия Коженкова е родена на 19 януари 1986 г. в град Ковел, Волинска област на Украинска ССР. Започва активно да се занимава с гребане на четиринадесетгодишна възраст, обучава се в спортния клуб „Дзержинка“ в Днепродзержинск и в училището за висше спортно майсторство в Днепропетровск, по различно време се обучава със специалисти като Владимир Морозов и Алексей Кириченко.
Постига първия си сериозен успех през 2002 г., когато за първи път влиза в младежкия национален отбор на Украйна и участва на юношеското световно първенство в Литва, където показва девети резултат в класирането на двойки. Година по-късно, на световното първенство за юноши в Атина, тя заема единадесето място с четворката, година по-късно на същото състезание състезания в Баньолесе, Испания, печели сребърен медал в същата дисциплина. През 2005 г. тя е четиринадесета в двойките на световното първенство за младежи в Амстердам.
На международно ниво за възрастни тя дебютира през сезон 2006, като завършва седма на Световната купа в Познан, Полша. След това тя участва на световното първенство за младежи в Белгия на езерото Хасевинкел, където също завършва на седмо място. През 2007 г. Коженкова се състезава на световното първенство за младежи в Глазгоу, шеста е в програмата на единичните лодки, след това участва на световното първенство за младежи в Бранденбург, Германия, където става пета на двойки и на европейското първенство в Атина, завършвайки единадесета в индивидуалните състезания.
Сезон 2009 се оказва един от най-успешните в спортната ѝ кариера; на двойки Коженкова печели световното първенство в Познан и европейското първенство в Брест. Година по-късно тя печели два сребърни медала от етапи на Световната купа, защитава европейската си титла на състезания в португалския град Монтемор и Вельо и добавя сребро от световното първенство, проведено на езерото Карапиро в Нова Зеландия. 2011 г. също е успешна в спортно отношение, на различни етапи от Световната купа тя взима злато, сребро и бронз, за трети пореден път става европейска шампионка – в Пловдив, на двойки заема четвъртата позиция на световното първенство на езерото Блед в Словения.
Коженкова участва на Летните олимпийски игри през 2012 г. в Лондон – в четириместното гребане, заедно с Яна Дементиева, Наталия Довгодко и Екатерина Тарасенко, и печели златен медал. Отборът е подготвян от треньора Владимир Морозов. Скоро след олимпийските игри в Лондон тя напуска украинския национален отбор във връзка с раждането на детето си. За изключителни спортни постижения тя е удостоена с почетното звание „Заслужил майстор на спорта на Украйна“, наградена с орден „За заслуги“, III степен.
Коженкова има висше образование, през 2008 г. завършва Националния университет по физическо възпитание и спорт на Украйна. Омъжена е за треньора си Алексей Кириченко и има син Елисей.